# Znovuzrození hrdinů DC
Znovuzrození hrdinů DC (v originále DC Rebirth) byl relaunch komiksových sérií nakladatelství DC Comics, ke kterému došlo v květnu 2016. Relauch ukončil kontinuitu New 52 a znamenal návrat událostí před event Flashpoint, kterým v roce 2011 začal relaunch New 52. Komiksové sešity vycházely pod hlavičkou DC Rebirth od května 2016 do prosince 2017, poté byla odstraněna a nadále vycházely pod běžnou hlavičkou DC Universe. V této kontinuitě série vycházely až do března 2021, kdy po událostech eventů Dark Nights: Death Metal a Future State došlo k relaunchi s názvem Infinite Frontier.

## Série
Relaunch Znovuzrození hrdinů DC začal stejnojmenným one-shot komiksem, který byl vydaný na konci května 2016. Od června začaly vycházet série pod hlavičkou Znovuzrození hrdinů DC. Tradiční série Action Comics a Detective Comics se vrátili k původnímu číslování (#957, respektive #934). Jiné začaly vycházet znovu od čísla 1. Velkou změnou bylo, že nejúspěšnější série začaly vycházet dvakrát měsíčně. 

### Série pod DC Rebirth
- Batman Vol. 3 (autor Tom King, kresba David Finch a Mikel Janin)
- Detective Comics Vol. 1 od #934 (a James Tynion IV, k Eddy Barrows)
- Action Comics Vol. 1 od #957 (a Dan Jurgens, k Patrick Zircher)
- Superman Vol. 4 (a Peter J. Tomasi, k Patrick Gleason)
- Wonder Woman Vol. 5 (a Greg Rucka, k Liam Sharp)
- Green Lanterns Vol. 1 (a Sam Humphries, k Ardian Syaf)
- Justice League Vol. 3 (a Bryan Hitch, k Tony Daniel)

a další

### Česky vydané komiksy
V České republice začaly komiksy ze Znovuzrození vycházet v roce 2018 ve spolupráci nakladatelstvích Crew a BB Art. V tabulce níže najdete přehled titulů, které již byly vydány, nebo bylo jejich vydání oznámeno. Názvy u nevydaných titulů mohou být změněny.
| Pořadí v sérii            | Podtitul                                               | Originální podtitul | Původní sešity | Vydání v ČR        |
| ------------------------- | ------------------------------------------------------ | --- | --- | ------------------ |
| Aquaman                   |                                                        | | |                    |
| 1                         | Pád do hlubin                                          | Drowning | Aquaman (vol. 8) #1-6, Aquaman: Rebirth | 28. listopadu 2018 |
| 2                         | Black Mantova pomsta                                   | Black Manta Rising | Aquaman (vol. 8) #7-15 | 7. května 2019     |
| 3                         | Koruna Atlantidy                                       | Crown of Atlantis | Aquaman (vol. 8) #16-24 | 31. července 2019  |
| 4                         | Na dně                                                 | Underworld | Aquaman (vol. 8) #25-30 | 23. října 2019     |
| 5                         | Zlomená koruna                                         | The Crown Comes Down | Aquaman (vol. 8) #31-33 a Crownspire Annual 1 | 19. srpna 2020     |
| 6                         | Smrt krále                                             | Kingslayer | Aquaman (vol. 8) #34-38 | 2021               |
| Batman                    |                                                        | | |                    |
| 1                         | Já jsem Gotham                                         | I am Gotham | Batman (vol. 3) #1-6, Batman: Rebirth | 2. května 2018     |
| 2                         | Já jsem sebevražda                                     | I am Suicide | Batman (vol. 3) #9-15 | 13. listopadu 2018 |
| 3                         | Já jsem zhouba                                         | I am Bane | Batman (vol. 3) #16-20, #23-24, Annual #1 | 26. března 2019    |
| 4                         | Válka vtipů a hádanek                                  | The War of Jokes and Riddles                                                                                               | Batman (vol. 3) #25-32 | 10. září 2019      |
| 5                         | Operace zásnuby                                        | Rules of Engagement | Batman (vol. 3) #33-37 a Annual #2 | 11. února 2020     |
| 6                         | Nevěsta nebo lupič?                                    | Bride or Burglar | Batman (vol. 3) #38-44 | 2020               |
| 7                         | Svatba                                                 | The Wedding | Batman (vol. 3) #45-50 a Jokerův příběh z DC Nation (vol. 2) #0 | 2020               |
| 8                         | Chladné dny                                            | Cold Days | Batman (vol. 3) #51-57 | 2021               |
| Batman – Detective Comics |                                                        | | |                    |
| 1                         | Ve stínu netopýrů                                      | Rise of the Batmen | Detective Comics (vol. 1) #934-940 | 14. června 2018    |
| 2                         | Syndikát obětí                                         | The Victim Syndicate | Detective Comics (vol. 1) #943-949 | 20. září 2018      |
| 3                         | Liga stínů                                             | League of Shadows | Detective Comics (vol. 1) #950-956 | 13. února 2019     |
| 4                         | Deus Ex Machina                                        | Deus Ex Machina | Detective Comics (vol. 1) #957-962 | 28. srpna 2019     |
| 5                         | Život v osamění                                        | Lonely Place of Living | Detective Comics (vol. 1) #963-968 | 7. listopadu. 2019 |
| 6                         | Stín nad netopýry                                      | Fall of the Batmen | Detective Comics (vol. 1) #969-974 a Annual 1 | 1. dubna 2020      |
| 7                         | Batmeni navěky                                         | Batmen Eternal | Detective Comics (vol. 1) #975-981 | 2021               |
| All-Star Batman           |                                                        | | |                    |
| 1                         | Můj nejhorší nepřítel                                  | My Own Worst Enemy | All-Star Batman #1-5 | 19. června 2018    |
| 2                         | Konce světa                                            | Ends of the Earth | All-Star Batman #6-9 | 4. září 2018       |
| 3                         | První spojenec                                         | The First Ally | All-Star Batman #10-14 | 23. dubna 2019     |
| Birds of Prey             |                                                        | | |                    |
| 1                         | Kdo je Oracle?                                         | Who Is Oracle? | Batgirl And The Birds Of Prey: Rebirth, Batgirl And The Birds Of Prey #1-6 | 28. ledna 2020     |
| 2                         | Zdrojový kód                                           | Source Code | Batgirl and the Birds of Prey #7-13 | 14. července 2020  |
| 3                         | Kruh se uzavírá                                        | Full Circle | Batgirl and the Birds of Prey #14-22 | 2021               |
| Flash                     |                                                        | | |                    |
| 1                         | Když blesk udeří dvakrát                               | Lightning Strikes Twice | The Flash (vol. 5) #1-8, The Flash: Rebirth | 26. června 2018    |
| 2                         | Rychlost temnoty                                       | Speed of Darkness | The Flash (vol. 5) #9-13 | 23. října 2018     |
| 3                         | Ranaři vracejí úder                                    | Rogues Reloaded | The Flash (vol. 5) #14-20 | 26. února 2019     |
| 4                         | Bezhlavý úprk                                          | Running Scared | The Flash (vol. 5) #23-27 | 6. července 2019   |
| 5                         | Negativ                                                | Negative | The Flash (vol. 5) #28-32, Flashův příběh z DC Holiday Special 2017 | 19. listopadu 2019 |
| 6                         | Když zamrzne peklo                                     | Cold Day in Hell | The Flash (vol. 5) #34-38 a příběh z Annual #1 | 2020               |
| 7                         | Dokonalá bouře                                         | Perfect Storm | The Flash (vol. 5) #39-45 | 2020               |
| 8                         | Válka Flashů                                           | Flash War | The Flash (vol. 5) #46-51 a příběh z Annual #1 | 2021               |
| Green Arrow               |                                                        | | |                    |
| 1                         | Smrt a život Olivera Queena                            | The Death and Life of Oliver Queen                                                                                         | Green Arrow (vol. 6) #1-5, Green Arrow: Rebirth | 21. června 2018    |
| 2                         | Ostrov starých ran                                     | Island of Scars | Green Arrow (vol. 6) #6-11 | 18. října 2018     |
| 3                         | Smaragdový psanec                                      | Emerald Outlaw | Green Arrow (vol. 6) #12-17 | 13. března 2019    |
| 4                         | Město pod hvězdou                                      | The Rise of Star City | Green Arrow (vol. 6) #18-25 | července 2019.     |
| 5                         | Hrdina na cestách                                      | Hard-Traveling Hero | Green Arrow (vol. 6) #26-31 | 19. února 2020     |
| 6                         | Soud dvou měst                                         | Trial of Two Cities | Green Arrow (vol. 6) #33-38 | 2020               |
| Harley Quinn              |                                                        | | |                    |
| 1                         | Umřít s úsměvem                                        | Die Laughing | Harley Quinn (vol. 3) #1-7 | 24. května 2018    |
| 2                         | Joker miluje Harley                                    | Joker Loves Harley | Harley Quinn (vol. 3) #8-13 | 23. srpna 2018     |
| 3                         | Červené maso                                           | Red Meat | Harley Quinn (vol. 3) #14-21 | 8. listopadu 2018  |
| 4                         | Překvápko                                              | Harley Quinn: Surprise, Surprise                                                                                           | Harley Quinn (vol. 3) #22-27, Harley Quinn 25th Anniversary Special | 12. června 2019    |
| 5                         | Volte Harley                                           | Vote Harley | Harley Quinn (vol. 3) #28-34 | 3. listopadu 2019  |
| 6                         | Pták se zlobí                                          | Angry Bird | Harley Quinn (vol. 3) #35-42 | 2020               |
| Liga spravedlnosti        |                                                        | | |                    |
| 1                         | Vyhlazovací stroje                                     | The Extinction Machine | Justice League (vol. 3) #1-5, Justice League: Rebirth | 5. června 2018     |
| 2                         | Epidemie                                               | Outbreak | Justice League (vol. 3) #6-11 | 2. října 2018      |
| 3                         | Bezčasí                                                | Timeless | Justice League (vol. 3) #14-19 | 21. května 2019    |
| 4                         | Nekonečno                                              | Endless | Justice League (vol. 3) #20-25 | 3. srpna 2019      |
| 5                         | Dědictví                                               | Legacy | Justice League (vol. 3) #26-31 | 2020               |
| 6                         | Lid versus Liga spravedlnosti                          | The People vs. The Justice League                                                                                          | Justice League (vol. 3) #34-38 | 2020               |
| 7                         | Ztracená spravedlnost                                  | Justice Lost | Justice League (vol. 3) #39-43 | 2021               |
| Mera                      |                                                        | | |                    |
|                           | Mera: Královna atlantská                               | Mera: Queen of Atlantis | Mera: Queen of Atlantis #1-6 | 2021               |
| Sebevražedný oddíl        |                                                        | | |                    |
| 1                         | Černá sféra                                            | The Black Vault | Suicide Squad (vol. 5) #1-4, Suicide Squad: Rebirth | 10. května 2018    |
| 2                         | K zbláznění příčetná                                   | Going Sane | Suicide Squad (vol. 5) #5-8, Harley Quinn and the Suicide Squad April Fool's Special | 26. července 2018  |
| 3                         | Vypálit do základů                                     | Burning Down the House | Suicide Squad (vol. 5) #11-15 a Suicide Squad: War Crimes Special | 10. dubna 2019     |
| 4                         | Pozemšťané v plamenech                                 | Earthlings on Fire | Suicide Squad (vol. 5) #16-20 | 5. září 2019       |
| 5                         | Zab, co je ti nejdražší                                | Kill Your Darlings | Suicide Squad (vol. 5) #21-25 | 22. dubna 2020     |
| 6                         | Tajná historie operační skupiny X                      | The Secret History of Task Force X                                                                                         | Suicide Squad (vol. 5) #27-32 | 2021               |
| Wonder Woman              |                                                        | | |                    |
| 1                         | Lži                                                    | The Lies | Wonder Woman (vol. 5) #1, 3, 5, 7, 9, 11, Wonder Woman: Rebirth | 15. května 2018    |
| 2                         | Rok jedna                                              | Year One | Wonder Woman (vol. 5) #2, 4, 6, 8, 10, 12, 14 | 7. srpna 2018      |
| 3                         | Pravda                                                 | The Truth | Wonder Woman (vol. 5) #13, 15, 17, 19, 21, 23, 25 | 29. ledna 2019     |
| 4                         | Boží hlídka                                            | Godwatch | Wonder Woman (vol. 5) #16, 18, 20, 22, příběh z Annual 1, 24 | 11. června 2019    |
| 5                         | Srdce Amazonky                                         | Heart of the Amazon | Wonder Woman (vol. 5) Annual 1, #26-30, Wonder Woman: Steve Trevor Special | 1. října 2019      |
| 6                         | Děti bohů                                              | Children of the Gods | Wonder Woman (vol. 5) #31-37 | 2020               |
| 7                         | Útok na Amazonky                                       | Amazons Attacked | Wonder Woman (vol. 5) #38-45 | 2021               |
| Speciály                  |                                                        | | |                    |
|                           | Znovuzrození hrdinů DC                                 | DC Universe Rebirth | DC Universe Rebirth | 24. dubna 2018     |
|                           | Batman: Noc nestvůr                                    | Batman: Night of the Monstermen                                                                                            | Batman (vol. 3) #7-8, Nightwing (vol. 4) #5-6, Detective Comics (vol. 1) #941-942 | 10. července 2018  |
| 1                         | Liga spravedlnosti vs. Sebevražedný oddíl, kniha první | Justice League vs. Suicide Squad                                                                                           | Justice League vs Suicide Squad #1-3, Suicide Squad (vol. 5) #9, Justice League (vol. 3) #12 a příběh Killer Frost ze Suicide Squad (vol. 5) #8                                                            | 22. listopadu 2018 |
| 2                         | Liga spravedlnosti vs. Sebevražedný oddíl, kniha druhá | Justice League vs. Suicide Squad                                                                                           | Justice League vs Suicide Squad #4-6, Suicide Squad (vol. 5) #10, Justice League (vol. 3) #13 | 22. ledna 2019     |
|                           | Batman/Flash: Odznak                                   | Batman/The Fash: The Button                                                                                                | Batman (vol. 3) #21-22, The Flash (vol. 5) #21-22 | 4. června 2019     |
|                           | Znovuzrození hrdinů DC slaví Vánoce                    | A Very DC Rebirth Holiday                                                                                                  | DC Rebirth Holiday Special, Harley Quinn (vol. 3) #10, Batman (vol. 3) Annual #3 | 3. října 2019      |
| 1                         | Temné noci: Metal                                      | Dark Days: Road to Metal + Dark Nights: Metal + Dark Nights: Metal – Dark Knights Rising + Dark Nights: Metal – Resistance | Dark Days: The Forge, Dark days: The Casting, Darn Knights Metal #1-2, Teen Titans (vol. 6) #12, Nightwing (vol. 4) #29, Suicide Squad (vol. 5) #26, Green Arrow (vol. 6) #32                              | 1 října 2019.      |
| 2                         | Temné noci: Metal – Temní rytíři                       | Dark Days: Road to Metal + Dark Nights: Metal + Dark Nights: Metal – Dark Knights Rising + Dark Nights: Metal – Resistance | Batman: Red Death, Batman: Murder Machine, Batman: Dawnbreaker, Batman: The Drowned, Dark Nights: Metal #3, Batman: The Merciless, Batman: The Devastator, Dark Nights: The Batman Who Laughs, Batman Lost | 5. listopadu 2019  |
| 3                         | Temné noci: Metal – Temný vesmír                       | Dark Days: Road to Metal + Dark Nights: Metal + Dark Nights: Metal – Dark Knights Rising + Dark Nights: Metal – Resistance | Dark Nights Metal #4-6, The Flash (vol. 5) #33, Justice League (vol. 3) #32-33, Hal Jordan and the Green Lantern Corps #32, Hawkman Found, Dark Knights Rising: The Wild Hunt                              | 3. prosince 2019   |
| 1                         | Hodiny posledního soudu, kniha první                   | Doomsday Clock Part 1 | Doomsday Clock #1-6 | 2020               |
| 2                         | Hodiny posledního soudu, kniha druhá                   | Doomsday Clock Part 2 | Doomsday Clock #7-12 | 2021               |